# Jaume Prats Estrada
Jaume Prats Estrada va néixer a L'Havana el 3 de Gener de 1946.

## Biografia
Va ser director, compositor i flautista. Va començar els estudis musicals a l'edat de set anys. El 1897 es va traslladar amb la seva família a la ciutat de Cienfuegos, on va continuar la seva formació musical. Dos anys després es va traslladar a l'Havana, on va ocupar fins al 1902 la plaça de primer flauta de la Companyia d'Òpera d'Azzali, amb què va fer una gira per diversos països d'Hispanoamèrica. En tornar a l'illa es va establir a la seva ciutat natal i va ocupar el lloc de director de la Banda Municipal. El 1904 es va titular al Conservatori Peyrellade i posteriorment va fundar a la ciutat de Santa Clara una acadèmia de música incorporada a aquest conservatori. El 1906 va ser contractat, juntament amb José Mauri, com a mestre músic de la Companyia Lírica d'Esperança Iris. A partir de llavors es va incorporar a diverses companyies d'òpera i sarsuela, fent gires per Centreamèrica i Mèxic. El 1913 es va graduar com a doctor en Farmàcia a la Universitat de l'Havana. El 1914 va oferir un concert de música cubana amb orquestra a Nova York. El 1922 va fundar la Cuban Jazz Band, primera orquestra d'aquest gènere a Cuba, els integrants de la qual eren músics cubans. Amb aquesta agrupació es va presentar a balls, liceus, societats i teatres de tota l'illa; en el seu ampli repertori combinava gèneres de moda a tot el món occidental -one-steps, foxtrots, valsos i pasdobles, entre altres amb el dansó cubà, ja que considerava que les orquestres havien de mantenir en el seu repertori la cubania i els gèneres nacionals. A finals de la dècada de 1920 es va dedicar completament a l'ensenyament de la història de la música, harmonia i composició als conservatoris Iranzo i Ramona Sicardó. Va compondre obres per a teatre entre les quals destaquen Les tres cantonades, sainet en un acte, i Les campanes, opereta en un acte amb llibret d'Arquímedes Pous.

## Obres
Veu i piano: Amor venecià, Can (Ed. Revista Cartells); Absència, Bo (Ed. Excelsior Music Co.); Caterina, són; Cigars de Trinitat i Hnos., dansó (Ed. J. Martín); El Cocuyé, Can; Estela, Capr (Ed. Excelsior Music Co.); La machona, blues; Les dones que es pinten, Can; Bogeries europees, one-step (Ed. Excelsior Music Co.); Papallona, Tg; El meu rossinyol, Bo; Nit d'amor, Val; Què és la guaratxa, guaratxa (Ed. Hispanoamericana); Pren aquesta flor, Bo; Violeta, Val-fox.
Piano: Julita la santiaguera, dansó (Ed. A. Álvarez); Nit d'amor, Val (Ed. Casa Girolt); Serenata espanyola, 1938; Zapateo cubà (Ed. Publicitat Musical Cubana).